# Oxisol

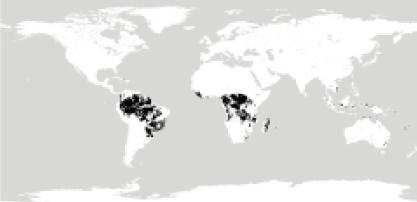
Oxisols do mundo.

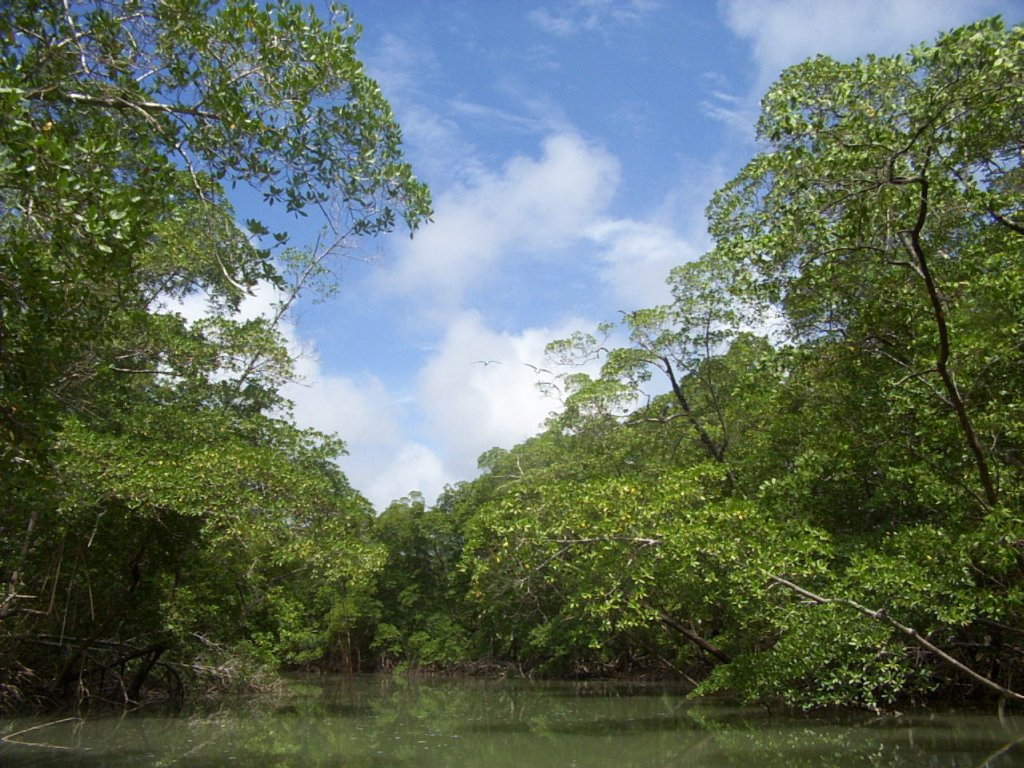
Os oxissolos estão geralmente associados ao bioma do floresta equatorial.

Oxisols são uma ordem de solos no sistema de classificação da taxonomia de solos do USDA, conhecida pela sua ocorrência em florestas tropicais situadas dentro da faixa limitada pelos paralelos dos 25 graus ao norte e ao sul do Equador. Na Base Mundial de Referência para os Recursos do Solo (WRB), pertencem principalmente aos ferralsols, mas alguns são plinthosols ou nitisols. Alguns oxissolos foram anteriormente classificados como solos lateríticos.

## Descrição
Os principais processos de formação do solo dos oxissolos são dominados pelos efeitos da meteorização, humificação e pedoturbação devida aos animais. Estes processos produzem o perfil do solo caraterístico destes solos. São definidos como solos que contêm, ao longo de todo o perfil pedológico, não mais de dez por cento de minerais meteorizáveis e uma baixa capacidade de troca catiónica. Os oxissolos apresentam sempre uma cor avermelhada ou amarelada, devido à elevada concentração de ferro (III) de óxido de alumínio e sesquióxidos e hidróxidos de ferro. Também contêm quartzo e caulinite, além de pequenas quantidades de outros minerais de argila e matéria orgânica.
A palavra oxisol vem de óxido, referência à predominância de minerais de óxidos como a bauxite. Na World Reference Base for Soil Resources, a maioria dos oxissolos são designados por ferralsols.

### Distribuição
Os oxissolos actuais encontram-se quase exclusivamente em zonas tropicais, na América do Sul e África, quase sempre em cratões continentais altamente estáveis. No Sudeste Asiático, os oxissolos são encontrados em remanescentes do Microcontinente Cimmeria e no Terreno Shan-Thai.
Na Tailândia, os ferralsolos ródicos (rhodic ferralsols), chamados solos de Yasothon, formaram-se em condições tropicais húmidas no início do Terciário, numa extensa planície que mais tarde se elevou para formar o Planalto de Khorat. Caracterizados por uma cor vermelha brilhante, estes solos relictos ocorrem em terras altas num grande semicírculo à volta do bordo sul do planalto, sobrepondo-se a horizontes de cascalho que se postula terem sido limpos de areia por térmitas, num processo prolongado e ainda em curso de bioturbação. Os ferralsolos xânticos (xanthic ferralsols) das séries Khorat e Udon, caracterizados por uma cor amarela pálida a castanha, desenvolveram-se nas terras médias em processos ainda em investigação, tal como os que formam solos de planície semelhantes aos solos castanhos europeus.
Na Austrália vastas áreas anteriormente cobertas por floresta tropical tornaram-se tão secas que os oxisols formaram uma cobertura dura de ironstone sobre a qual apenas se podem formar solos esqueléticos.

### Pedogénese
Os oxisols fósseis formaram-se desde o primeiro aparecimento de oxigénio livre na atmosfera terrestre há cerca de 2 200 milhões de anos. Em períodos quentes, como o Mesozoico e o Paleocénico, os oxissolos estenderam-se a áreas que atualmente têm climas temperados frios, estendendo-se até à América do Norte e à Europa. Acredita-se que os oxisols se tornaram vegetados mais tarde do que os ultisols ou alfisols, provavelmente porque a vegetação levou muito tempo para se adaptar à sua infertilidade.
Inicialmente considerava-se que a vegetação densa das florestas tropicais forneceria nutrientes em abundância, mas estudos posteriores demonstram que à medida que a àgua da precipitação passa através da manta morta que recobre o solo da floresta, é acidificada e lixivia minerais das camadas superiores do solo. Isto obriga as plantas a obterem a sua nutrição a partir da folhada em decomposição, uma vez que os oxissolos são bastante inférteis devido à falta de matéria orgânica e à quase total ausência de minerais solúveis, já que estes são rapidamente lixiviados devido à abundante precipitação.

### Usos
Os oxissolos são frequentemente utilizados para culturas tropicais como o cacau e a borracha. Nalguns casos, o arroz é cultivado nestes solos. O cultivo permanente de oxissolos em áreas de baixo rendimento é muito difícil devido à baixa capacidade de troca catiónica e à elevada fixação de fósforo nos óxidos de ferro e alumínio (mecanismo de troca de ligandos; complexo de esfera interna com fosfato). 
No entanto, muitos oxissolos podem ser cultivados numa vasta gama de condições de humidade. Por este motivo, os oxissolos são intensamente explorados para a agricultura nalgumas regiões que possuem riqueza suficiente para suportar práticas agrícolas modernas (incluindo a adição regular de cal e fertilizantes). Um exemplo recente de exploração agronómica destes solos por métodos modernos ocorre com o cultivo de soja no Brasil.

### Subordens
Os oxissolos dividem-se nas seguintes subordens:
- Aquox — oxisols com um lençol freático à superfície ou próximo dela durante grande parte do ano;
- Perox — oxisols de climas continuamente húmidos, onde a precipitação excede a evapotranspiração em todos os meses
- Torrox — oxisols de climas áridos; como o clima atual dessas regiões nunca poderia produzir meteorização suficiente para produzir oxisols, os solos torrox são sempre paleossolos formados durante períodos de clima muito mais húmidos; ocorrem principalmente na África Austral;
- Ustox — oxisols de climas semiáridos e sub-húmidos;
- Udox — oxisols de climas húmidos.